# Сульжин

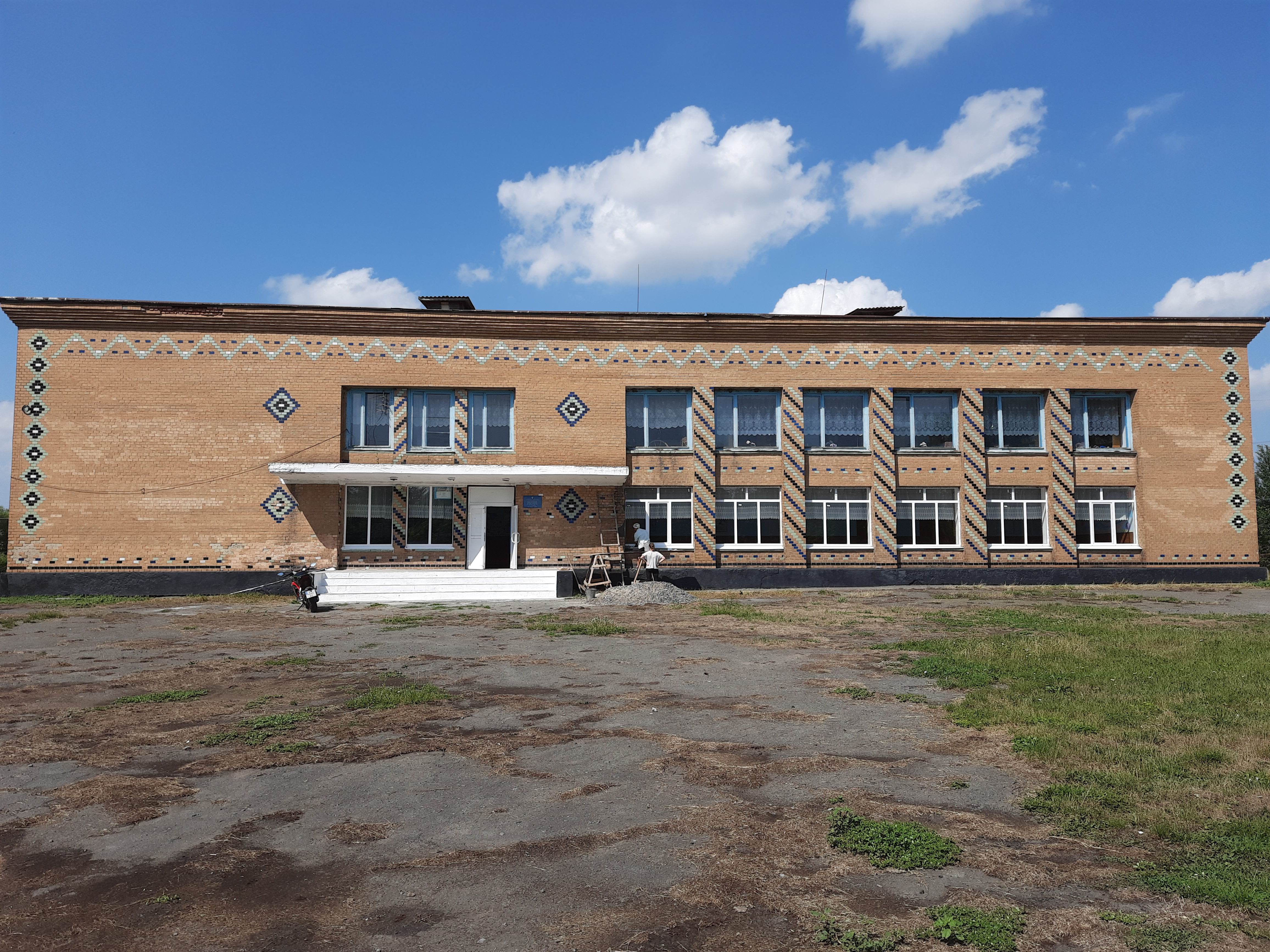
Будинок культури

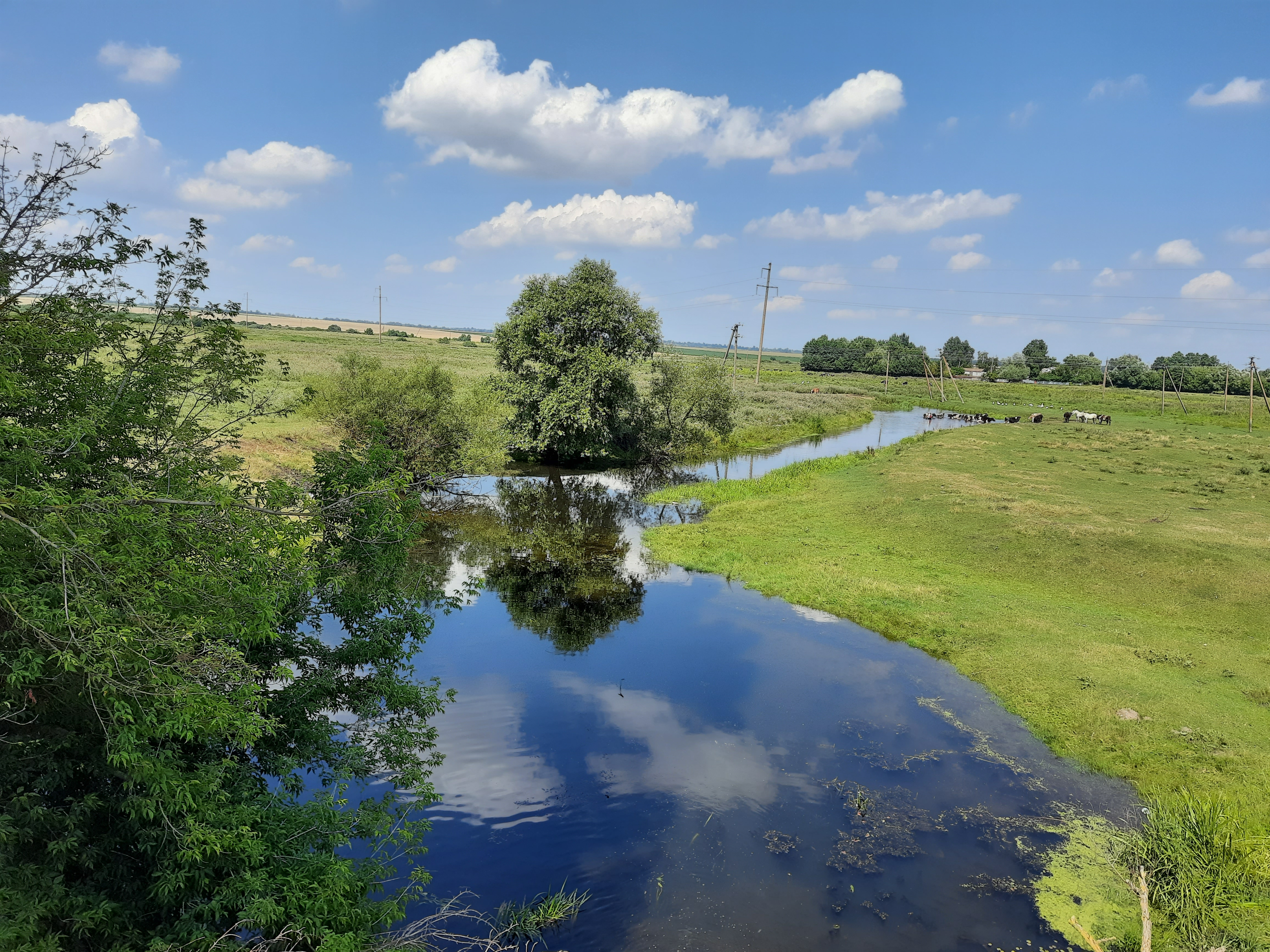
Річка Віла біля села

Сульжи́н — село в Україні, в Ленковецькій сільській територіальній громаді Шепетівського району Хмельницької області. Населення становить 257 осіб.

## Географія
Селом протікає річка Муховець і впадає у річку Хомору.

## Історія
Як містечко відомо з 1570-х років. Входило до складу заснованої князями Острозькими Острозької ординації.
У 1906 році село Сульжинської волості Ізяславського повіту Волинської губернії. Відстань від повітового міста 21 верст. Дворів 62, мешканців 327.
7 (20) листопада 1917 року, відповідно до Третього Універсалу Української Центральної Ради, увійшло до складу Української Народної Республіки.